# Ekön
Ekön är en liten stadsdel i Motala i Motala kommun i Östergötland. Området utgörs främst av hyreshus tillkomna under slutet av 50-talet. I anslutning till området ligger Motala lasarett samt den forna radiostationen, numera Sveriges Rundradiomuseum. Vid Ekön centrum finns Östenssons matvarubutik och Napoli pizzeria.